# Zemendorf-Stöttera
Zemendorf-Stöttera est une commune autrichienne du district de Mattersburg dans le Burgenland.